# طغاتیمور
طغاتیمور خان یا طغای تیمور خان یا تغا تیمور خان یکی از شاهزادگان مغول است که پس از مرگ واپسین پادشاه مغول ابوسعید بهادرخان در دوره ایلخانان رقیب با پشتیبانی بزرگان مغول خراسان ادعای ایلخانی کرد.
تغاتیمور تا سال ۷۳۳ قمری از ملازمان ابوسعید بهادرخان، در غرب ایران بود. در این سال پدرش «سودی کاون» درمی‌گذرد و او به دستور ابوسعید به خراسان رفته و در آنجا اقامت می‌گزیند. پس از ۳ سال یعنی ۷۳۶ قمری ابوسعید (ظاهراً در پی مسمومیت) می‌میرد. در زمانی کمتر از چند ماه پس از مرگ ابوسعید، آنگاه که آرپاخان، موسی‌خان و محمد خان عنوان ایلخانی را بر خود می‌نهند، تغاتیمور نیز به جمع مدعیان ایلخانی می‌پیوندد. با این تفاوت که او در خراسان بود و تبارش به جوچی قسار (برادر چنگیز) می‌رسید ولی ۳ تن دیگر در آذربایجان و پیرامون آن بودند و تبارشان به چنگیز می‌رسید. تغاتیمور ۲ بار به سمت غرب ایران یعنی سلطانیه و عراق عجم لشکر کشید اما هر ۲ بار ناکام بود. علت اصلی ناکامی‌اش هم عدم استقبال امرای مغول غرب ایران از او بود. پس از این ناکامی‌ها با اینکه تغاتیمور دست از ادعای ایلخانی نکشید اما تلاش برای افزایش قدرت را هم کنار گذاشت و به خراسان و گرگان بسنده کرد.
دورهٔ پادشاهی او ۱۷ سال یعنی از ۷۳۷ تا ۷۵۴ قمری ادامه داشت و سرانجام به دست «خواجه یحیی کرابی» امیر سربداران کشته شد.

## برای مطالعه
- Jackson, Peter. The Cambridge History of Iran, Volume Six: The Timurid and Safavid Periods. Cambridge University Press, 1968. شابک ‎۰−۵۲۱−۲۰۰۹۴−۶
- Smith, Jr., John Masson. The History of the Sarbadar Dynasty 1336-1381 A.D. and Its Sources. The Hague: Mouton, 1970. شابک ‎۹۰−۲۷۹−۱۷۱۴−۰